# Chrysobothris libanonica
Chrysobothris libanonica es una especie de escarabajo del género Chrysobothris, familia Buprestidae. Fue descrita científicamente por Obenberger en 1935.